# 30P6 Kontakt
30P6 Kontakt – radziecki, a następnie rosyjski, kompleks broni antysatelitarnej składający się z pocisku rakietowego 79M6, systemu rozpoznania Okno, systemu naprowadzania 45Zh6 Krona (radar naziemny w północnym Kaukazie), i myśliwca MiG-31D, jako nośnika.
Inspiracją dla radzieckich biur konstrukcyjnych Ałmaz, Wympieł i Fakieł był amerykański pocisk powietrze-kosmos ALMV/ASM-135, który był prezentowany w mediach już od roku 1977. Decyzję o podziale prac (trójstopniowy pocisk 79M6 z biura Wympieł; oraz ulepszona wersja oznaczana jako 95M6) podjęto w 1983. W 1987 oblatano dwa egzemplarze zmodyfikowanego myśliwca MiG-31D, z oznaczeniami 07/1 i 07/2.
Kontakt miał razić cele na niskich orbitach okołoziemskich, o wysokościach od 120 do 600 km. Miał mieć masę 4,5 ton i rozmiary 10 m × 0,74 m, z ok. 20 kg głowicą bojową.
Projekt nigdy jednak nie uzyskał pełnego finansowania. 26 lipca 1991 przeprowadzono jedną próbę pocisku w locie. Po upadku ZSRR moskiewski ośrodek MITT oferował rakietę jako cywilny nośnik małych satelitów, pod nazwą Iszym.
Niewykluczone, że za rządów Władimira Putina wznowiono pracę nad Kontaktem. W 2009, 2013 i 2017 pojawiły się doniesienia (deklaracje rosyjskiej Dumy, materiały w telewizji rządowej, wypowiedzi dowódcy pułku lotniczego), że możliwości wejścia do uzbrojenia pocisku ASAT przenoszonego przez MiG-31. Niedaleko Władywostoku miał powstać nowy radar Krona. W 2018 sfotografowano samolot MiG-31BM (niebieski 81) z makietą pocisku przypominającego konfigurację MiG-31D z Kontaktem - podobnego również do Ch-47M2 Kindżał. Nowy Kontakt (możliwe, że 95M6) miałby ok. 9 metrów długości, 1 metr średnicy, i zasięg sięgający orbit o wysokościach 100-500 km. Według ocen CIA mógł trafić do służby w 2022.